# جوشوا كلوز
جوشوا كلوز (بالإنجليزية: Joshua Close)‏ (و. 1981  م) هو ممثل أفلام كندي، ولد في أوكفيل، أونتاريو.
.

## وصلات خارجية
- جوشوا كلوز على موقع IMDb (الإنجليزية)
- جوشوا كلوز على موقع قاعدة بيانات الفيلم (الإنجليزية)

- جوشوا كلوز في قاعدة بيانات الأفلام على الإنترنت